# Frosinone Calcio 2019-2020
Questa voce raccoglie le informazioni riguardanti il Frosinone Calcio nelle competizioni ufficiali della stagione 2019-2020.

## Stagione
Nella stagione 2019-2020 il Frosinone disputa il campionato di Serie B dopo la retrocessione dalla Serie A della stagione precedente, la panchina è affidata ad Alessandro Nesta. Prende parte alla Coppa Italia a partire dal secondo turno, nel quale supera (4-0) la Carrarese, nel terzo turno supera (5-1) il Monopoli, nel quarto turno lascia il torneo perdendo (2-1) a Parma.
I giallazzurri terminano ottavi il campionato a pari merito con Empoli e Pisa con 54 punti, ma ottengono un posto ai Play-off a discapito dei nerazzurri a causa dello scontro diretto favorevole. Nei Play-off sconfiggono il Cittadella (2-3) nei tempi supplementari del turno preliminare in gara unica, poi nella doppia semifinale superano in rimonta la sorpresa del torneo il Pordenone, che è debuttante in Serie B, perdendo a Frosinone (0-1) e vincendo a Pordenone (0-2). Raggiungendo in questo modo la doppia finale contro lo Spezia. Entrambe le partite si sono concluse sul punteggio di (1-0) per la squadra di casa, per i liguri all'andata e per il Frosinone al ritorno, con i ciociari che sfiorano il goal del possibile (2-0) sul finire dell'incontro, con un salvataggio sulla linea. Così considerato il miglior piazzamento durante la stagione regolare, è lo Spezia ad accedere alla Serie A, a discapito dei ciociari, raggiungendo Benevento e Crotone che erano salite dirette. Da segnalare l'anomalia di questa stagione, segnata dalla pandemia di Covid-19 che ha colpito il mondo intero, calcio compreso. Il torneo cadetto ha subito una sospensione dal 10 marzo al 16 giugno 2020, terminando ad agosto.

## Divise e sponsor
Lo sponsor ufficiale per la stagione 2019-2020 è la Banca Popolare del Frusinate, mentre lo sponsor tecnico è il marchio Zeus Sport.
| Casa | Trasferta | Terza divisa |

## Organigramma societario
Area direttiva
- Presidente: Maurizio Stirpe
- Consiglieri di Amministrazione: Salvatore Gualtieri, Rosario Zoino
- Direttore Generale: Ernesto Salvini
- Direttore Area Marketing, Comunicazioni e Rapporti Istituzionali: Salvatore Gualtieri
- Direttore Area Finanza, Controllo e Ticketing: Rosario Zoino
- Responsabile AFC: Filippo Iannucci
- AFC: Maria Fanfarillo

Area comunicazione e marketing
- Responsabile Marketing e Organizzazione e Digital Marketer: Federico Casinelli
- Responsabile Rapporti Sponsor e Co-marketing: Ugo Scuotto
- Responsabile Eventi: Clara Papa
- Brand Manager: Francesco La Torre
- Responsabile Merchandising e Sponsor Tecnico: Daniele Palladino
- Store e E-Commerce: Raffaella Verdat, Elena Casaburo
- Responsabile Comunicazione: Massimiliano Martino
- Addetto Stampa e Web Tv: Fernando Cellitti
- Fotografo: Emiliano Grillotti
- Web Magazine: Giovanni Lanzi
- Digital e Social Media Manager e Web Radio: Manuel Pasquini
- Segreteria Acquisti e Biglietteria: Anna Fanfarillo
- Responsabile Amministrazione Personale e Segreteria Sportiva: Pierluigi D'Agostini
- Responsabile Segreteria Sportiva e Biglietteria: Raniero Pellegrini
- Segreteria Sportiva: Claudia Di Sora
- Biglietteria: Sara Recchia

Area sportiva
- Assistente alla direzione con delega Prima Squadra: Alessandro Frara
- Team Manager: Manuel Milana
- Collaboratori: Yari Testa, Fabrizio Celani

Area tecnica
- Allenatore: Alessandro Nesta
- Vice allenatore: Lorenzo Rubinacci
- Collaboratore tecnico: Massimo Lo Monaco
- Preparatore dei portieri: Vincenzo Benvenuto
- Preparatori atletici: Francesco Vaccariello, Gianluca Capogna
- Match analyst: Mauro Girini

Area sanitaria
- Medico sociale: Prof. Giuseppe Milano, Dott. Claudio Raviglia, Dott. Sandra Spaziani

## Rosa
| N. |                     | Ruolo | Calciatore           |
| -- | ------------------- | ----- | -------------------- |
| 1  | Italia (bandiera)   | P     | Alessandro Iacobucci |
| 2  | Italia (bandiera)   | D     | Francesco Zampano    |
| 3  | Italia (bandiera)   | D     | Marco Capuano        |
| 4  | Italia (bandiera)   | D     | Francesco Verde      |
| 5  | Italia (bandiera)   | C     | Mirko Gori           |
| 7  | Italia (bandiera)   | A     | Luca Paganini        |
| 8  | Italia (bandiera)   | C     | Raffaele Maiello     |
| 9  | Italia (bandiera)   | A     | Nicola Citro         |
| 10 | Italia (bandiera)   | A     | Federico Dionisi     |
| 11 | Svizzera (bandiera) | C     | Nicolas Haas         |
| 13 | Italia (bandiera)   | C     | Andrea Beghetto      |
| 14 | Italia (bandiera)   | D     | Alessandro Salvi     |
| 15 | Italia (bandiera)   | D     | Lorenzo Ariaudo      |
| 17 | Svezia (bandiera)   | C     | Marcus Rohdén        |

| N. |                        | Ruolo | Calciatore           |
| -- | ---------------------- | ----- | -------------------- |
| 18 | Stati Uniti (bandiera) | A     | Andrija Novakovich   |
| 19 | Italia (bandiera)      | A     | Luca Matarese        |
| 20 | Italia (bandiera)      | C     | Alessio Tribuzzi     |
| 21 | Italia (bandiera)      | C     | Andrea Tabanelli     |
| 22 | Italia (bandiera)      | P     | Francesco Bardi      |
| 23 | Italia (bandiera)      | D     | Nicolò Brighenti     |
| 24 | Italia (bandiera)      | C     | Mattia Vitale        |
| 25 | Polonia (bandiera)     | D     | Przemysław Szymiński |
| 28 | Italia (bandiera)      | A     | Camillo Ciano        |
| 30 | Italia (bandiera)      | P     | Paolo Bastianello    |
| 32 | Slovenia (bandiera)    | D     | Luka Krajnc          |
| 33 | Italia (bandiera)      | D     | Salvatore D'Elia     |
| 35 | Moldavia (bandiera)    | C     | Raul Obleac          |
| 45 | Italia (bandiera)      | A     | Matteo Ardemagni     |

## Calciomercato

### Sessione estiva (dall'1/7 al 2/9)
| Acquisti | Acquisti             | Acquisti | Acquisti                         |
| R.       | Nome                 | da       | Modalità                         |
| -------- | -------------------- | -------- | -------------------------------- |
| P        | Paolo Bastianello    |          | svincolato                       |
| D        | Francesco Zampano    | Pescara  | riscatto del cartellino          |
| D        | Alessandro Salvi     |          | svincolato                       |
| D        | Przemysław Szymiński |          | svincolato                       |
| D        | Fabio Eguelfi        | Atalanta | prestito                         |
| C        | Alessio Tribuzzi     |          | svincolato                       |
| C        | Emmanuel Besea       | Venezia  | fine prestito                    |
| C        | Mattia Vitale        | SPAL     | prestito con obbligo di riscatto |
| C        | Nicolas Haas         | Atalanta | prestito con diritto di riscatto |
| C        | Marcus Rohdén        |          | svincolato                       |
| A        | Nicola Citro         | Venezia  | fine prestito                    |
| A        | Luca Matarese        | Foggia   | fine prestito                    |
| A        | Michele Volpe        | Rimini   | fine prestito                    |
| A        | Andrija Novakovich   | Reading  | definitivo                       |

| Cessioni | Cessioni          | Cessioni  | Cessioni      |
| R.       | Nome              | a         | Modalità      |
| -------- | ----------------- | --------- | ------------- |
| P        | Marco Sportiello  | Atalanta  | fine prestito |
| D        | Cristian Molinaro |           | svincolato    |
| D        | Edoardo Goldaniga | Sassuolo  | fine prestito |
| D        | Paolo Ghiglione   | Genoa     | fine prestito |
| D        | Bartosz Salamon   | SPAL      | fine prestito |
| D        | Stefan Simič      | Milan     | fine prestito |
| C        | Paolo Sammarco    |           | svincolato    |
| C        | Francesco Cassata | Sassuolo  | fine prestito |
| C        | Luca Valzania     | Atalanta  | fine prestito |
| C        | Federico Viviani  | SPAL      | fine prestito |
| C        | Raman Chibsah     | Gaziantep | definitivo    |
| C        | Andrea Errico     | Viterbese | prestito      |
| C        | Emmanuel Besea    | Viterbese | prestito      |
| A        | Andrea Pinamonti  | Inter     | fine prestito |
| A        | Michele Volpe     | Viterbese | prestito      |
| A        | Daniel Ciofani    | Cremonese | definitivo    |

### Sessione invernale (dal 2/1 al 31/1)
| Acquisti | Acquisti         | Acquisti | Acquisti   |
| R.       | Nome             | da       | Modalità   |
| -------- | ---------------- | -------- | ---------- |
| D        | Salvatore D'Elia | Ascoli   | definitivo |
| C        | Andrea Tabanelli | Lecce    | definitivo |
| A        | Matteo Ardemagni | Ascoli   | definitivo |

| Cessioni | Cessioni        | Cessioni | Cessioni                         |
| R.       | Nome            | a        | Modalità                         |
| -------- | --------------- | -------- | -------------------------------- |
| D        | Fabio Eguelfi   | Atalanta | fine prestito                    |
| A        | Marcello Trotta | Ascoli   | prestito con diritto di riscatto |

## Risultati

### Serie B

#### Girone di andata
| Arbitro: | Sozza (Seregno) |

|                             |           |  |
| Pobega 42’, 53’ Barison 64’ | Marcatori |  |

| Arbitro: | Di Martino (Teramo) |

|                                   |           |             |
| Dionisi 81’ (rig.) Paganini 90+1’ | Marcatori | 27’ Troiano |

| Arbitro: | Maggioni (Lecco) |

|                           |           |  |
| Mat. Mancosu 90+4’ (rig.) | Marcatori |  |

| Arbitro: | Ayroldi (Molfetta) |

|             |           |             |
| Capuano 65’ | Marcatori | 54’ Capello |

| Arbitro: | Abbattista (Molfetta) |

|                                           |           |             |
| Iemmello 22’ (rig.), 34’ (rig.) Kouan 88’ | Marcatori | 2’ Paganini |

| Arbitro: | Rapuano (Rimini) |

|                  |           |              |
| Ciano 24’ (rig.) | Marcatori | 50’ Carretta |

| Arbitro: | Ros (Pordenone) |

|                   |           |               |
| Kiyine 31’ (rig.) | Marcatori | 90+5’ Capuano |

| Arbitro: | Pezzuto (Lecce) |

|                  |           |  |
| Ciano 89’ (rig.) | Marcatori |  |

| Arbitro: | Ghersini (Genova) |

|             |           |             |
| Palombi 84’ | Marcatori | 72’ Dionisi |

| Arbitro: | Robilotta (Sala Consilina) |

|                    |           |  |
| Ciano 1’, 54’, 64’ | Marcatori |  |

| Cittadella 3 novembre 2019, ore 15:00 CET 11ª giornata | Cittadella        | 0 – 0 referto | Frosinone | Stadio Piercesare Tombolato (3 971 spett.)\| Arbitro: \| Massimi (Termoli) \| |
| Arbitro:                                               | Massimi (Termoli) |               |           |                                                                               |

| Arbitro: | Sacchi (Macerata) |

|                                 |           |  |
| Dionisi 20’ (rig.) Paganini 54’ | Marcatori |  |

| Arbitro: | Rapuano (Rimini) |

|                            |           |  |
| Guðjohnsen 26’ Bidaoui 90’ | Marcatori |  |

| Arbitro: | Marini (Roma) |

|                                                    |           |  |
| Beghetto 2’ Dionisi 33’ Novakovich 48’ Zampano 77’ | Marcatori |  |

| Arbitro: | Abbattista (Molfetta) |

|  |           |                                 |
|  | Marcatori | 10’ Beghetto 90+3’ (rig.) Ciano |

| Arbitro: | Serra (Torino) |

|                           |           |  |
| Maiello 63’ Dionisi 90+3’ | Marcatori |  |

| Arbitro: | Marinelli (Tivoli) |

|                     |           |  |
| N. Viola 21’ (rig.) | Marcatori |  |

| Arbitro: | Ghersini (Genova) |

|              |           |                          |
| Paganini 44’ | Marcatori | 24’ Mazzotta 90’ Marrone |

| Pisa 29 dicembre 2019, ore 15:00 CET 19ª giornata | Pisa               | 0 – 0 referto | Frosinone | Stadio Arena Garibaldi-Romeo Anconetani (8 326 spett.)\| Arbitro: \| Illuzzi (Molfetta) \| |
| Arbitro:                                          | Illuzzi (Molfetta) |               |           |                                                                                            |

#### Girone di ritorno
| Arbitro: | Pezzuto (Lecce) |

|                      |           |                           |
| Dionisi 2’ Ciano 61’ | Marcatori | 29’ Candellone 54’ Pobega |

| Arbitro: | Volpi (Arezzo) |

|  |           |           |
|  | Marcatori | 54’ Citro |

| Arbitro: | Massimi (Termoli) |

|             |           |  |
| Dionisi 57’ | Marcatori |  |

| Arbitro: | Ayroldi (Molfetta) |

|  |           |            |
|  | Marcatori | 63’ Rohdén |

| Arbitro: | Marinelli (Tivoli) |

|            |           |  |
| Rohdén 65’ | Marcatori |  |

| Arbitro: | Ros (Pordenone) |

|  |           |                            |
|  | Marcatori | 14’ Dionisi 19’ Novakovich |

| Arbitro: | Sacchi (Macerata) |

|                |           |  |
| Novakovich 72’ | Marcatori |  |

| Arbitro: | Minelli (Varese) |

|                              |           |                              |
| F. Ferrari 15’ Del Prato 50’ | Marcatori | 31’ Citro 69’ (rig.) Dionisi |

| Arbitro: | Fourneau (Roma) |

|  |           |                              |
|  | Marcatori | 13’ Parigini 50’ Castagnetti |

| Erice 20 giugno 2020, ore 18:00 CEST 29ª giornata | Trapani            | 0 – 0 referto | Frosinone | Stadio Polisportivo Provinciale (0 spett.)\| Arbitro: \| Illuzzi (Molfetta) \| |
| Arbitro:                                          | Illuzzi (Molfetta) |               |           |                                                                                |

| Arbitro: | Maggioni (Lecco) |

|  |           |                           |
|  | Marcatori | 41’ (rig.) Iori 51’ Luppi |

| Arbitro: | Massimi (Termoli) |

|                     |           |  |
| Obi 54’ Vignato 55’ | Marcatori |  |

| Arbitro: | Pezzuto (Lecce) |

|                        |           |                      |
| Salvi 14’ Paganini 85’ | Marcatori | 50’ (rig.) Gălăbinov |

| Arbitro: | Sacchi (Macerata) |

|                           |           |  |
| Ciciretti 29’, 90’ (rig.) | Marcatori |  |

| Arbitro: | Marini (Roma) |

|                                    |           |                      |
| N. Brighenti 9’ Dionisi 75’ (rig.) | Marcatori | 4’ Mallamo 57’ Forte |

| Arbitro: | Dionisi (L'Aquila) |

|                |           |                |
| Memushaj 45+1’ | Marcatori | 54’ Novakovich |

| Arbitro: | Sozza (Seregno) |

|                              |           |                                     |
| N. Brighenti 30’ Dionisi 59’ | Marcatori | 7’ Di Serio 38’ Caldirola 40’ Tello |

| Arbitro: | Di Martino (Teramo) |

|            |           |  |
| Gomelt 80’ | Marcatori |  |

| Arbitro: | Volpi (Arezzo) |

|                  |           |                |
| Ciano 79’ (rig.) | Marcatori | 49’ M. Marconi |

### Play-off
| Arbitro: | Sozza (Seregno) |

|                       |           |                                      |
| Diaw 5’ (rig.), 45+1’ | Marcatori | 45+4’ Salvi 51’ Dionisi 120+1’ Ciano |

| Arbitro: | Massimi (Termoli) |

|  |           |               |
|  | Marcatori | 82’ Tremolada |

| Arbitro: | Volpi (Arezzo) |

|  |           |                         |
|  | Marcatori | 7’ Ciano 15’ Novakovich |

| Arbitro: | Fourneau (Roma) |

|  |           |           |
|  | Marcatori | 21’ Gyasi |

| Arbitro: | Sacchi (Macerata) |

|  |           |            |
|  | Marcatori | 61’ Rohdén |

### Coppa Italia
| Arbitro: | Doveri (Roma) |

|                                                 |           |  |
| Ciano 10’ Paganini 43’ Ariaudo 48’ Tribuzzi 81’ | Marcatori |  |

| Arbitro: | Maresca (Napoli) |

|                                                      |           |             |
| Trotta 31’, 35’ Ciano 57’ Citro 68’ N. Brighenti 74’ | Marcatori | 82’ Ferrara |

| Arbitro: | Dionisi (L'Aquila) |

|                                    |           |            |
| Siligardi 20’ Hernani 90+2’ (rig.) | Marcatori | 71’ Trotta |

## Statistiche

### Statistiche di squadra
Statistiche aggiornate al 20 agosto 2020.
| Competizione | Punti | In casa | In casa | In casa | In casa | In casa | In casa | In trasferta | In trasferta | In trasferta | In trasferta | In trasferta | In trasferta | Totale | Totale | Totale | Totale | Totale | Totale | DR  |
| Competizione | Punti | G       | V       | N       | P       | Gf      | Gs      | G            | V            | N            | P            | Gf           | Gs           | G      | V      | N      | P      | Gf     | Gs     | DR  |
| ------------ | ----- | ------- | ------- | ------- | ------- | ------- | ------- | ------------ | ------------ | ------------ | ------------ | ------------ | ------------ | ------ | ------ | ------ | ------ | ------ | ------ | --- |
| Serie B      | 54    | 19      | 10      | 5       | 4       | 29      | 18      | 19           | 4            | 7            | 8            | 12           | 20           | 38     | 14     | 12     | 12     | 41     | 38     | +3  |
| Play-off     | -     | 2       | 0       | 0       | 2       | 0       | 2       | 3            | 3            | 0            | 0            | 6            | 2            | 5      | 3      | 0      | 2      | 6      | 4      | +2  |
| Coppa Italia | -     | 2       | 2       | 0       | 0       | 9       | 1       | 1            | 0            | 0            | 1            | 1            | 2            | 3      | 2      | 0      | 1      | 10     | 3      | +7  |
| Totale       | -     | 23      | 12      | 5       | 6       | 38      | 21      | 23           | 7            | 7            | 9            | 19           | 24           | 46     | 19     | 12     | 15     | 57     | 45     | +12 |

### Andamento in campionato
| Giornata  | 1  | 2  | 3  | 4  | 5  | 6  | 7  | 8  | 9  | 10 | 11 | 12 | 13 | 14 | 15 | 16 | 17 | 18 | 19 | 20 | 21 | 22 | 23 | 24 | 25 | 26 | 27 | 28 | 29 | 30 | 31 | 32 | 33 | 34 | 35 | 36 | 37 | 38 |
| --------- | -- | -- | -- | -- | -- | -- | -- | -- | -- | -- | -- | -- | -- | -- | -- | -- | -- | -- | -- | -- | -- | -- | -- | -- | -- | -- | -- | -- | -- | -- | -- | -- | -- | -- | -- | -- | -- | -- |
| Luogo     | T  | C  | T  | C  | T  | C  | T  | C  | T  | C  | T  | C  | T  | C  | T  | C  | T  | C  | T  | C  | T  | C  | T  | C  | T  | C  | T  | C  | T  | C  | T  | C  | T  | C  | T  | C  | T  | C  |
| Risultato | P  | V  | P  | N  | P  | N  | N  | V  | N  | V  | N  | V  | P  | V  | V  | V  | P  | P  | N  | N  | V  | V  | V  | V  | V  | V  | N  | P  | N  | P  | P  | V  | P  | N  | N  | P  | P  | N  |
| Posizione | 20 | 14 | 15 | 15 | 17 | 15 | 15 | 15 | 16 | 13 | 12 | 11 | 13 | 10 | 5  | 3  | 3  | 7  | 6  | 8  | 5  | 4  | 4  | 3  | 2  | 2  | 2  | 3  | 3  | 5  | 6  | 5  | 6  | 5  | 5  | 5  | 8  | 8  |

Fonte:  CLASSIFICA SERIE B 19/20, su legab.it. URL consultato il 12 agosto 2019 (archiviato dall'url originale il 28 maggio 2020).
Legenda:

Luogo: C = Casa; T = Trasferta. Risultato: V = Vittoria; N = Pareggio; P = Sconfitta.

### Statistiche dei giocatori
Sono in corsivo i calciatori che hanno lasciato la società a stagione in corso.
| Giocatore      | Serie B  | Serie B | Serie B     | Serie B    | Play-off | Play-off | Play-off    | Play-off   | Coppa Italia | Coppa Italia | Coppa Italia | Coppa Italia | Totale   | Totale | Totale      | Totale     |
| Giocatore      | Presenze | Reti    | Ammonizioni | Espulsioni | Presenze | Reti     | Ammonizioni | Espulsioni | Presenze     | Reti         | Ammonizioni  | Espulsioni   | Presenze | Reti   | Ammonizioni | Espulsioni |
| -------------- | -------- | ------- | ----------- | ---------- | -------- | -------- | ----------- | ---------- | ------------ | ------------ | ------------ | ------------ | -------- | ------ | ----------- | ---------- |
| A. Iacobucci   | 4        | -4      | 0           | 0          | 0        | -0       | 0           | 0          | 1            | -2           | 0            | 0            | 5        | -6     | 0           | 0          |
| F. Zampano     | 19       | 1       | 4           | 0          | 3        | 0        | 0           | 0          | 3            | 0            | 0            | 0            | 25       | 1      | 4           | 0          |
| M. Capuano     | 24       | 2       | 5           | 0          | 0        | 0        | 0           | 0          | 1            | 0            | 0            | 0            | 25       | 2      | 5           | 0          |
| F. Verde       | 0        | 0       | 0           | 0          | 0        | 0        | 0           | 0          | 0            | 0            | 0            | 0            | 0        | 0      | 0           | 0          |
| M. Gori        | 27       | 0       | 6           | 1          | 2        | 0        | 0           | 0          | 2            | 0            | 1            | 0            | 31       | 0      | 7           | 1          |
| L. Paganini    | 24       | 5       | 9           | 1          | 5        | 0        | 1           | 0          | 2            | 1            | 0            | 0            | 31       | 6      | 10          | 1          |
| R. Maiello     | 34       | 1       | 4           | 0          | 5        | 0        | 1           | 0          | 2            | 0            | 0            | 0            | 41       | 1      | 5           | 0          |
| N. Citro       | 17       | 2       | 1           | 0          | 1        | 0        | 0           | 0          | 3            | 1            | 0            | 0            | 21       | 3      | 1           | 0          |
| F. Dionisi     | 31       | 11      | 9           | 1          | 4        | 1        | 2           | 0          | 0            | 0            | 0            | 0            | 35       | 12     | 11          | 1          |
| N. Haas        | 34       | 0       | 6           | 1          | 4        | 0        | 2           | 0          | 2            | 0            | 0            | 0            | 40       | 0      | 8           | 1          |
| A. Beghetto    | 28       | 2       | 5           | 0          | 4        | 0        | 0           | 0          | 2            | 0            | 0            | 0            | 34       | 2      | 5           | 0          |
| A. Salvi       | 22       | 1       | 3           | 0          | 5        | 1        | 0           | 0          | 3            | 0            | 1            | 0            | 30       | 2      | 4           | 0          |
| L. Ariaudo     | 34       | 0       | 4           | 0          | 5        | 0        | 0           | 0          | 2            | 1            | 0            | 0            | 41       | 1      | 4           | 0          |
| M. Rohdén      | 25       | 2       | 3           | 0          | 5        | 1        | 0           | 0          | 0            | 0            | 0            | 0            | 30       | 3      | 3           | 0          |
| A. Novakovich  | 33       | 4       | 2           | 0          | 5        | 1        | 1           | 0          | 0            | 0            | 0            | 0            | 38       | 5      | 3           | 0          |
| L. Matarese    | 3        | 0       | 1           | 0          | 0        | 0        | 0           | 0          | 2            | 0            | 0            | 0            | 5        | 0      | 1           | 0          |
| A. Tribuzzi    | 9        | 0       | 0           | 0          | 2        | 0        | 0           | 0          | 3            | 1            | 0            | 0            | 14       | 1      | 0           | 0          |
| A. Tabanelli   | 7        | 0       | 0           | 0          | 0        | 0        | 0           | 0          | 0            | 0            | 0            | 0            | 7        | 0      | 0           | 0          |
| F. Bardi       | 36       | -34     | 2           | 0          | 5        | -4       | 0           | 0          | 2            | -1           | 0            | 0            | 43       | -39    | 2           | 0          |
| N. Brighenti   | 34       | 2       | 14          | 1          | 4        | 0        | 1           | 0          | 3            | 1            | 0            | 0            | 41       | 3      | 15          | 1          |
| M. Vitale      | 5        | 0       | 0           | 0          | 0        | 0        | 0           | 0          | 2            | 0            | 1            | 0            | 7        | 0      | 1           | 0          |
| P. Szymiński   | 8        | 0       | 0           | 0          | 1        | 0        | 0           | 0          | 1            | 0            | 0            | 0            | 10       | 0      | 0           | 0          |
| C. Ciano       | 30       | 8       | 9           | 0          | 5        | 2        | 1           | 0          | 2            | 2            | 0            | 0            | 37       | 12     | 10          | 0          |
| M. Trotta      | 10       | 0       | 0           | 0          | 0        | 0        | 0           | 0          | 3            | 3            | 1            | 0            | 13       | 3      | 1           | 0          |
| P. Bastianello | 0        | -0      | 0           | 0          | 0        | -0       | 0           | 0          | 0            | -0           | 0            | 0            | 0        | -0     | 0           | 0          |
| L. Krajnc      | 15       | 0       | 4           | 0          | 5        | 0        | 0           | 0          | 0            | 0            | 0            | 0            | 20       | 0      | 4           | 0          |
| F. Eguelfi     | 0        | 0       | 0           | 0          | 0        | 0        | 0           | 0          | 1            | 0            | 0            | 0            | 1        | 0      | 0           | 0          |
| S. D'Elia      | 12       | 0       | 0           | 0          | 0        | 0        | 0           | 0          | 0            | 0            | 0            | 0            | 12       | 0      | 0           | 0          |
| R. Obleac      | 0        | 0       | 0           | 0          | 0        | 0        | 0           | 0          | 0            | 0            | 0            | 0            | 0        | 0      | 0           | 0          |
| M. Ardemagni   | 6        | 0       | 2           | 1          | 5        | 0        | 0           | 0          | 0            | 0            | 0            | 0            | 11       | 0      | 2           | 1          |

## Giovanili

### Organigramma
Area direttiva
- Direttore: Ernesto Salvini
- Assistente alla direzione con delega Settore Giovanile: Emanuele Fanì
- Medico: Dott. Pierluigi Lucchese

Area tecnica
- Allenatore Primavera: Luigi Marsella
- Allenatore Under-17: David Di Michele
- Allenatore Under-16: Giorgio Galluzzo
- Allenatore Under-15: Lorenzo Carinci
- Allenatore Under-14: Walter Broccolato
- Allenatore Under-13: Matteo Di Palma

### Piazzamenti

#### Primavera
- Campionato: 3º posto
- Coppa Italia: Quarti di finale